# منتخب ألبانيا لكرة القدم للسيدات
منتخب ألبانيا الوطني لكرة القدم للسيدات (بالألبانية: Kombëtarja shqiptare e futbollit të grave‏) هو ممثل ألبانيا الرسمي في المنافسات الدولية في كرة القدم في فئة كرة القدم للسيدات. تأسس في 2011.